# Septoria lathyri
Septoria lathyri är en svampart som beskrevs av Fautrey 1889. Septoria lathyri ingår i släktet Septoria och familjen Mycosphaerellaceae.   Inga underarter finns listade i Catalogue of Life.